# Ponte nelle Alpi
Ponte nelle Alpi es una localidad italiana de la provincia de Belluno, región de Véneto, con 8.521 habitantes.

## Evolución demográfica
| Gráfica de evolución demográfica de Ponte nelle Alpi entre 1861 y 2001 |
|                                                                        |
| Fuente ISTAT - elaboración gráfica de Wikipedia                        |